# Rubroscirus venusae
Rubroscirus venusae är en spindeldjursart som först beskrevs av Corpuz-Raros och Mauricio Garcia 1995.  Rubroscirus venusae ingår i släktet Rubroscirus och familjen Cunaxidae. Inga underarter finns listade i Catalogue of Life.